# Jessica Jordan

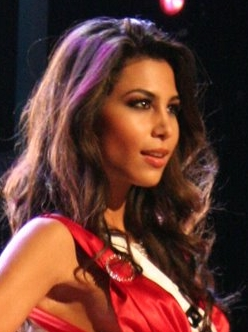
Jessica Jordan, 2007

Jessica Anne Jordan Burton (* 6. Mai 1984 in Huacaraje, Departamento Beni, Bolivien) war Miss Bolivien 2006, Bewerberin um den Titel der Miss Universe 2007 und Kandidatin als Gouverneurin des Departamento Beni.
Die Geburtsdaten von Jessica Jordan, die auch als am 6. Mai 1985 geboren in England angegeben werden, sind in der Diskussion, seitdem der bolivianische Präsident Evo Morales sie als Gouverneurskandidatin für das Departamento Beni im bolivianischen Tiefland vorgeschlagen hat. Bewerber für das Gouverneursamt müssen bei Amtsantritt mindestens 25 Jahre alt sein. Um als Kandidatin der Regierungspartei Movimiento Al Socialismo (MAS) (deutsch: ‚Bewegung zum Sozialismus‘) bei den Regionalwahlen am 4. April 2010 gewählt zu werden, musste sie dieses Kriterium erfüllen. Unterstützt wurde Jordans Bewerbung unter anderem von der Konföderation der Indigenen Völker des Bolivianischen Ostens (CIDOB).
Jessica Jordan ist die Tochter von Aída Burton (Bolivien) und Andy Jordan (England). Als jüngste Kandidatin und einzige Frau unter den Bewerbern für ein Gouverneursamt wurde sie mit den Worten zitiert: „Wir werden voller Glaube und Hoffnung für die Kinder kämpfen, für die Frauen, für die Würde, für die Arbeit des Menschen, für die Alten, für die Indígenas, für die Bauern, für alle, denn es ist an der Zeit, für Wahrheit und Gerechtigkeit zu kämpfen.“ Bei der Wahl Anfang April 2010 erreichte sie 47.720 Stimmen, während ihr konservativer Mitbewerber Antonio Costas 52.132 Stimmen auf sich vereinigen konnte.
Jessica Jordan wurde 2014 zur Generalkonsulin von Bolivien in New York ernannt und trat dort am 2. Mai 2014 die Nachfolge von María Eugenia Osinaga an.
Im März 2017 gab sie ihre Hochzeit mit dem bolivianischen Bauunternehmer Sebastián Paz Quaino bekannt.